# Maciej Pryczek
Maciej Pryczek (ur. 29 kwietnia 1976 w Gliwicach) – polski zawodnik uprawiający short track, olimpijczyk z Nagano 1998.
W trakcie kariery sportowej reprezentował klub Juvenia Białystok. Wielokrotny mistrz Polski w:
- wyścigu na 500 metrów w latach 1998, 1999,
- w wyścigu na 1000 metrów w latach 1997, 1998, 1999,
- w wyścigu na 1500 metrów w latach 1997, 1998, 1999,
- w wyścigu na 3000 metrów w latach 1997, 1998, 1999,
- w wieloboju w latach 1997, 1998, 1999,
- w sztafecie w latach 1997, 1998

Wielokrotny (9) rekordzista Polski.
Uczestnik mistrzostw świata w:
- Nagano (1997), gdzie zajął 18. miejsce w wyścigu na 500 m, 25. miejsce w wyścigu na 1000 m, 19. miejsce w wyścigu na 1500 m, 25. miejsce w wieloboju,
- Wiedniu (1998), gdzie zajął 21. miejsce w wyścigu na 500 m, 18. miejsce w wyścigu na 1000 m, 22. miejsce w wyścigu na 1500 m, 25. miejsce w wieloboju, 11. miejsce w sztafecie,
- Sofii (1999), gdzie zajął 25. miejsce w wyścigu na 500 m i 1000 m, 14. miejsce w wyścigu na 1500 m.

Uczestnik mistrzostw Europy w:
- Malmö (1997), gdzie zajął 16. miejsce w wyścigu na 1500 m,
- Budapeszcie (1998), gdzie zajął 10. miejsce w wyścigu na 500 m, 9. miejsce w wyścigu na 1000 m, 15. miejsce w wyścigu na 1500 m, 11. miejsce w wieloboju, 10. miejsce w sztafecie,
- Oberstdorfie (1999), gdzie zajął 23. miejsce w wyścigu na 1500 m.

Na igrzyskach w Nagano wystartował w wyścigu na 500 m zajmując 24. miejsce oraz w wyścigu na 1000 metrów zajmując 27. miejsce.
W 2025 Pryczek został w skazany przez sąd w Montrealu na sześć miesięcy więzienia za napaść seksualną na 18-letnią kobietę.